# Ньїрмеддьєш
Ньїрмеддьєш (угор. Nyírmeggyes) — селище (надькьожег) в медьє Саболч-Сатмар-Береґ в Угорщині.

## Історія
Перша згадка відноситься до 1272 року. У 1911 році відкрито залізничну станцію.
Збереглася церква XIV століття, побудована в готичному стилі.

## Населення
Займає площу 28,79 км², на якій проживає 2570 жителів (за даними 2010 року). За даними 2001 року, майже 100 % жителів селища — угорці.

## Розташування
Розташоване за 41 км на схід від міста Ньїредьгаза. Має залізничну станцію. Через селище проходить автодорога 471.

## Міста-побратими
1. Мукачево, Україна

| Угорщина | Це незавершена стаття з географії Угорщини. Ви можете допомогти проєкту, виправивши або дописавши її. |